# 52.º Distrito Congressional da Califórnia
O 52º Distrito Congressional da Califórnia (em inglês:  California's 52nd congressional district) é um dos 53 Distritos Congressionais do Estado norte-americano da Califórnia, segundo o censo de 2000 sua população é de 639.087 habitantes, sua área é de 2.129 km.
O dstrito tem maioria étnica de brancos,que representam 72,9% da população, é representado por Duncan D. Hunter, filho de Duncan Hunter.